# Куанишев Оразбек Султанович
Оразбек Султанович Куанишев (1 травня 1935, аул Каратогай, тепер Атбасарського району Акмолинської області, Республіка Казахстан — 11 квітня 1999, місто Алмати, Республіка Казахстан) — радянський державний діяч, 1-й секретар Кокчетавського і Тургайського обласних комітетів КП Казахстану, міністр хлібопродуктів Казахської РСР. Кандидат у члени ЦК КПРС у 1981—1990 роках. Депутат Верховної Ради Казахської РСР 9-го скликання. Депутат Верховної Ради СРСР 10—11-го скликань. Герой Соціалістичної Праці (19.02.1981). 

## Життєпис
Народився в селянській родині. Закінчив середню школу. З 1952 року працював вчителем школи в Атбасарському районі Акмолинської області.
У 1958 році закінчив Казахський сільськогосподарський інститут, вчений-агроном.
У 1958—1962 роках — дільничний агроном відділення радгоспу «Шуйський» Атбасарського району, економіст Атбасарської районної планової комісії, головний агроном радгоспу Атбасарського району Акмолинської (Целіноградської) області Казахської РСР.
Член КПРС з 1961 року.
У 1962—1965 роках — директор радгоспу імені Тельмана Атбасарського району Целіноградської області.
У 1965—1969 роках — 2-й секретар Астраханського районного комітету КП Казахстану Целіноградської області; 1-й заступник начальника Целіноградського обласного управління сільського господарства.
У 1969—1971 роках — 1-й секретар Атбасарського районного комітету КП Казахстану Целіноградської області.
У 1971 — січні 1978 року — 2-й секретар Целіноградського обласного комітету КП Казахстану.
У січні 1978 — 29 січня 1985 року — 1-й секретар Кокчетавського обласного комітету КП Казахстану.
Указом Президії Верховної Ради СРСР від 19 лютого 1981 року за видатні успіхи, досягнуті у виконанні планів і соціалістичних зобов'язань із продажу державі в 1980 році мільярда пудів зерна і перевиконання планів десятої п'ятирічки із виробництва і закупівель хліба та інших сільськогосподарських продуктів, Куанишеву Оразбеку Султановичу присвоєно звання Героя Соціалістичної Праці з врученням ордена Леніна і золотої медалі «Серп і Молот».
29 січня 1985 — червень 1988 року — 1-й секретар Тургайського обласного комітету КП Казахстану.
У 1988—1990 роках — міністр хлібопродуктів Казахської РСР.
З 1990 року — персональний пенсіонер у місті Алмати.
Помер 11 квітня 1999 року в Алмати.

## Родина
Дружина — Жумабекова Бану Шаяхметівна. Четверо синів: Марат, Дулат, Талгат, Тимур.

## Нагороди і звання
- Герой Соціалістичної Праці (19.02.1981)
- два орден Леніна (19.02.1981,)
- орден Жовтневої Революції
- два ордени Трудового Червоного Прапора
- медалі